# グリセロール-1-ホスファターゼ
グリセロール-1-ホスファターゼ(Glycerol-1-phosphatase、EC 3.1.3.21)は、以下の化学反応を触媒する酵素である。
グリセロール1-リン酸 + 水{\displaystyle \rightleftharpoons }グリセロール + リン酸
従って、この酵素の2つの基質はグリセロール1-リン酸と水、2つの生成物はグリセロールとリン酸である。
この酵素は加水分解酵素に分類され、特にリン酸エステル結合に作用する。系統名は、グリセロール-1-リン酸ホスホヒドロラーゼ(glycerol-1-phosphate phosphohydrolase)である。グリセロ脂質の代謝に関与している。